# Daniel de Bangor Fawr
Daniel de Bangor Fawr ou Saint Daniel ou saint Deniel ou saint Deinioel fut le premier abbé et le premier évêque de Bangor, ville située sur le Menai, détroit qui sépare l'île d'Anglesey du reste du Pays de Galles. Il est mort le 11 septembre 584. 
En gallois on l'appelle Deiniol Sant, ou Deiniol Gwyn (Blessed Daniel) ; on le surnomme « Daniel aux deux Bangor. » 
Il est fêté le 11 septembre. On trouve aussi le 23 novembre, peut-être par confusion avec Daniel le jeune de Bangor (qui est son fils), ainsi que le 10 décembre.

## Histoire et tradition
Il était issu d'une grande famille aristocratique. Son père, Dunod (Dunawt), fonda, avec l'aide de ses trois fils, Deiniol, Cynwyl et Gwartham, l'abbaye de Bangor Iscoed sur la Dee dans le Flintshire. Cette fondation bénéficia des donations d'un oncle, le roi Brochfael Ysgythrog de Powys. Le père de Daniel est honoré comme saint sous le nom de saint Dunod de Bangor Iscoed. Saint Asaph, qui était le fils de saint Samuel, un frère de saint Dunod, était donc un cousin germain de Daniel. 
Daniel devint moine sous la direction spirituelle de saint Cadoc à Llancarfan.
Il fonda l'abbaye de Bangor-Fawr qui connut une grande renommée, grâce à la prodigalité de Maelgwn, roi de Gwynedd. Quelque temps après cette fondation, le concile de Llandwi Brefi décida d'installer à Bangor un siège épiscopal et de désigner Daniel pour en être chargé. L'ordination épiscopale fut effectuée en 545 durant le concile par saint David de Ménevie, primat du Pays de Galles.
Lorsqu'il mourut, il fut enterré dans l'île de Bardsey (Ynys Enlli) selon l'usage monastique du temps. Quelque temps plus tard cependant, sa dépouille fut amenée à Bangor Fawr, dans la cathédrale qui fut consacrée à son nom.

## Ses traces dans la toponymie actuelle
- Daniel de Bangor Fawr a donné son nom à Llanddeiniolen, une communauté du Gwynedd.
- La commune de Ploudaniel (Finistère, dans l'ancien évêché de Léon) doit son nom au mot breton plou (« paroisse ») et à saint Deniel, autrement dit Daniel de Bangor Fawr, ce qui laisse supposer que ce dernier aurait un temps fait partie des saints bretons émigrés en Armorique, à moins qu'un de ses disciples émigré en Armorique n'ait cherché à l'honorer en donnant son nom à une paroisse armoricaine.[Interprétation personnelle ?]

## Sources
- (en) S. Baring-Gould et John Fisher. (1908). The Lives of British Saints
- (en) C.J. Clark. The Saints of Wales and Cornwall and such Irish Saints as have dedications in Britain
- (en) Peter Bartrum, A Welsh classical dictionary: people in history and legend up to about A.D. 1000, Aberystwyth, National Library of Wales, 1993 (ISBN 9780907158738), p. 216-217 DEINIOL (DANIEL) ap DUNOD FWR. (d.584).